# 地割役
地割役（じわりやく）は、江戸の町の地割を担当する役人。町地の受渡しに町奉行所の役人や町年寄とともに立合った。町方を支配する町奉行の下に町年寄三家があり、地割役はその下に付随した。

## 概要
当初、町方の地割・地渡しにともなう土地の測量業務は、町奉行の依頼によって、大工頭の木原内匠という者が担当していた。木原は検地道具と役人を出張させて業務にあたったが、依頼件数が増加したため、これらの役人たちを町方で引きうけることにした。木原内匠の親類であった木原勘右衛門が、以後町方地割常役人として勤めることになり、日本橋南通一丁目と本石町三丁目の会所地に拝領屋敷が与えられた。しかし、三代目与右衛門が不行跡により宝永7年（1710年）2月に解任された。
そのため、同年に日本橋の名主であった樽屋三右衛門（たるや さんえもん）が木原氏に代わって地割役を勤めることになる。三右衛門の先祖は、町年寄樽屋の先祖であった樽三四郎の次男・惣兵衛である。三右衛門は通一丁目新道にあった木原の居宅（480坪）を拝領し、勘右衛門の時代から仕えていた手代たちを召抱えて業務にあたった。この地割役は樽屋の分家として当主は代々三右衛門を名乗り、名主役の樽屋と分離していた。
慶応4年（1868年）4月、維新政府は、町年寄3人の職務多忙を理由に地割役・三右衛門を「町年寄並（なみ）」とした。地割役が町年寄に準ずる業務と考えられており、町地の地割役の業務が町年寄役の補完的役割を果たしていたからであった。
明治2年正月、樽三右衛門は町年寄達とともに免職となり、その後のことは明らかとなっていない。

## 地割役の収入と支出
地割役は、町年寄と同様に拝領された屋敷地を経営し、その地代収入によって、職務を遂行する経費としていた。地割役の樽屋は、日本橋の拝領屋敷の他に、須田町二丁目代地に192.5坪を拝領し、その地代収入は明治2年（1869年）に書上げられた書類によれば年200両であった。
『安永撰要類集』によると、地割役は地面の区画調査や、屋敷の受け取り・受け渡しの業務を一般的に担当するだけではなく、出火場の跡見分が大変な仕事であった。火災後の跡地に手代と絵図師を派遣して区画の整理・確定を行うのであるが、火災が多い場合には、見分のため何年にもわたって担当者を出張させ続けなくてはならず、その給金や筆墨紙などの諸費用は巨額になると報告している。